# بتمن: شوالیه تاریکی بازمی‌گردد (فیلم)
بتمن: شوالیه تاریکی بازمی‌گردد (انگلیسی: Batman: The Dark Knight Returns) یک فیلم ویدئویی پویانمایی دو قسمتی است در سبک ابرقهرمانی به کارگردانی جی اولیوا که در سال ۲۰۱۲ منتشر شد. این فیلم بر پایهٔ کمیک مشهور بتمن: شوالیه تاریکی بازمی‌گردد اثر فرانک میلر ساخته شده‌است.

## خلاصه داستان

### قسمت اول
حدود ۱۰ سال می گذرد که بروس وین به عنوان بتمن ظاهر نشده است و وی هم اکنون یک مرد ۶۰ ساله بازنشسته است . این امر باعث می شود مجرمین خطرناکی به نام  جهش یافتگان به شهر گاتهام هجوم ببرند و جنایت هایی را به وجود آورند . در این میان آنها تهدید کرده بودند که کمیسر جیمز گوردون را به قتل می رسانند . بروس وین برای باری دیگر به عنوان بتمن تبدیل به ابر قهرمان مردم شد و رهبر جهش یافتگان را به مبارزه دعوت کرد . اما او برای این مبارزه کمی پیر شده و به کمک کسی احتیاج داشت . بنابراین از یک دختر نوجوان کمک گرفت و او را تبدیل به رابین کرد . آنها به جنگ جهش یافتگان رفتند و آنها را شکست دادند و به این ترتیب شهر به آرامش قبلی خود بازگشت.

### قسمت دوم
دولت بتمن را گناهکار می داند وسوپرمن را به جنگ او می فرستد.سوپرمن به خاطر جلوگیری از بمب اتمی ضعیف شده و بتمن هم به خاطر مقابله با حمله جوکر زخم های عمیقی برداشته است. بتمن برای شکست دادن سوپرمن از کریپتونایت استفاده می کند و موفق می شود اما بر اثر سکته قلبی می میرد. اما بتمن سرسخت تر از آن که بمیرد...

## بازیگران

### قسمت ۱
- پیتر ولر در نقش بروس وین / بتمن
- آریل وینتر در نقش کارولین کین / رابین
- دیوید سلبی در نقش کمیسر جیمز گوردون
- وید ویلیامز در نقش هاروی دنت / دوچهره
- مایکل امرسون در نقش جوکر
- پجت بروستر در نقش لانا لنگ
- مایکل جکسون در نقش آلفرد پنی‌ورث
- یوری لاونتال در نقش پسر بتمن
- مایکل مک‌کین در نقش دکتر بارتولومئو ولپر
- بروس تیم در نقش توماس وین
- گری دلیسل در نقش کارلا
- جیمز پاتریک استارت در نقش موری
- جیمز آرنولد تیلور در نقش آقای هادسون
- فرانک ولکر در نقش نایب رئیس شهردار استیونسون
- گری آنتونی ویلیامز در نقش رهبر جهش‌یافته
- راب پالسن در نقش راب

### قسمت ۲
- مارک ولی در نقش کلارک کنت / سوپرمن
- رابین اتکین داونز در نقش الیور کوئین / گرین ارو
- ترس مک‌نیل در نقش سیلینا کایل / زن گربه‌ای
- جیم میسکیمن در نقش رئیس‌جمهور رونالد ریگان
- کونان اوبراین در نقش اندوکراین
- اندی ریکتر در نقش فرانک
- تارا استرانگ به عنوان صداهای فرعی